# IC 332
IC 332 је лентикуларна галаксија у сазвјежђу Бик која се налази на листи објеката дубоког неба у Индекс каталогу.
Деклинација објекта је + 1° 22' 59" а ректасцензија 3h 32m 37,4s. Привидна величина (магнитуда) објекта IC 332 износи 13,8 а фотографска магнитуда 14,7. IC 332 је још познат и под ознакама MCG 0-10-4, CGCG 391-6, KARA 129, NPM1G +01.0123, PGC 13137.